# Aphanomyces invadans
Aphanomyces invadans (лат.) — вид патогенных оомицетов (грибоподобных организмов) из семейства лептолегниевых. Первичный этиологический агент эпизоотического язвенного микоза, язвенного кожного заболевания диких и культурных рыб, которое может привести к гибели поражённой рыбы.
Отмечается у различных рыб в водах по всему миру. Например, у атлантического менхэдена, фундулуса гетероклитуса.